# Ride the Lightning
„Ride the Lightning“ е втори студиен албум на Металика, издаден през 1984 година. Албумът отбелязва забележителен напредък в творчеството на групата, като композициите са по-сложни както в музикално, така и в текстово отношение. Всички песни, макар и без осезаема връзка помежду си, се въртят около една и съща тематична насока, изследвайки смъртта от различни гледни точки. „Ride the Lightning“ е и първият напълно разпродаден албум на Металика, заслуга за което има най-вече песента „Fade to Black“ със своите бавни и мелодични пасажи и нетипична структура от плавно преливащи се две различни части. Песента предизвиква и много критики от по-консервативно настроени слушатели и експерти, заради тематиката си, разглеждаща самоубийството. Албумът включва песента „For Whom the Bell Tolls“, написана по произведението на английския поет Джон Дън (1572 – 1631). Финалния инструментал „The Call of Ktulu“ е инспириран от кратък разказ с подобно заглавие на американския писател фантаст Хауърд Филипс Лъвкрафт.

## Песни
| Ride the Lightning | Ride the Lightning               | Ride the Lightning | Ride the Lightning | Ride the Lightning | Ride the Lightning | Ride the Lightning | Ride the Lightning | Ride the Lightning | Ride the Lightning |
| №                  | Име                              | Време              |                    |                    |                    |                    |                    |                    |                    |
| ------------------ | -------------------------------- | ------------------ | ------------------ | ------------------ | ------------------ | ------------------ | ------------------ | ------------------ | ------------------ |
| 1.                 | Fight Fire with Fire             | 4:45               |                    |                    |                    |                    |                    |                    |                    |
| 2.                 | Ride the Lightning               | 6:36               |                    |                    |                    |                    |                    |                    |                    |
| 3.                 | For Whom the Bell Tolls          | 5:09               |                    |                    |                    |                    |                    |                    |                    |
| 4.                 | Fade to Black                    | 6:57               |                    |                    |                    |                    |                    |                    |                    |
| 5.                 | Trapped Under Ice                | 4:04               |                    |                    |                    |                    |                    |                    |                    |
| 6.                 | Escape                           | 4:23               |                    |                    |                    |                    |                    |                    |                    |
| 7.                 | Creeping Death                   | 6:36               |                    |                    |                    |                    |                    |                    |                    |
| 8.                 | The Call of Ktulu (инструментал) | 8:53               |                    |                    |                    |                    |                    |                    |                    |
| 47:23              |                                  |                    |                    |                    |                    |                    |                    |                    |                    |

## Сингли
- Fade to Black (1984)
- For Whom the Bell Tolls (1984) – съдържа две версии на песента
- Creeping Death (1984) – издаден само във Великобритания и Франция съдържа още кавър-версиите Blitzkrieg и Am I Evil?

## Състав
- Джеймс Хетфийлд – вокали и китара
- Кърк Хамет – китара
- Ларс Улрих – барабани
- Клиф Бъртън – бас

## Персонал
- Флеминг Расмусен – продуцент
- Марк Уайтакър – продуцент
- Стив Хофман – мастеринг
- Боб Лудвиг – мастеринг
- Джордж Марино – ремастеринг
- Фин Костело – дизайн, фотографии
- Антъни Сомела – дизайн, фотографии
- Робърт Хьотинг – дизайн

## Позиция в класациите
| Година | Чарт            | Позиция |
| ------ | --------------- | ------- |
| 1984   | Билборд         | #100    |
| 1985   | UK Albums Chart | #87     |